# 最後のストライク (漫画)
『最後のストライク』（さいごのストライク）は、井出ちかえ（現・井出智香恵）による日本の漫画作品。1970年代初頭に『りぼん』（集英社）にて連載され、同社のりぼんマスコットコミックスから全1巻の単行本が発売された。

## 概要
当時ブームであったボウリングを題材としていた。

## 書誌情報
- 井出ちかえ 『最後のストライク』 集英社〈りぼんマスコットコミックス〉、1971年11月10日初版発行

## 備考
1990年代に発表された、広島東洋カープの投手・津田恒実の生涯を描いた同名の野球ノンフィクションあるいはそれを原作としたテレビドラマとは無関係である。